# Heart of Midlothian FC in het seizoen 2013/14
Het seizoen 2013/14 was het 117e jaar in het bestaan van de voetbalclub Heart of Midlothian FC uit Edinburgh. De club kwam uit in de Scottish Premiership 13/14. Verder nam de club deel aan de toernooien om de Scottish League Cup en de Scottish Cup.
Vanwege grote financiële problemen moest Heart of Midlothian het seizoen 2013-2014 beginnen met vijftien strafpunten. Dat besliste de Schotse Premier League. Eerder werd de club al onder curatele geplaatst en werd een transferverbod afgekondigd. Volgens de Schotse pers worstelde Hearts met een schuldenlast van 25 miljoen pond, omgerekend ongeveer 30 miljoen euro. Om die schulden af te betalen, zette het bestuur eerder al de hele selectie op de transferlijst. De in 1874 opgerichte club eindigde vorig seizoen (2012-2013) op de tiende plaats in de competitie, de slechtste prestatie in dertig jaar.

## Selectie
| Nr.           | Nat.               | Naam            | Premiership | Premiership | League Cup | League Cup | Scottish Cup | Scottish Cup | Totaal     | Totaal     | Bijzonderheden                            |            |            |            |
| Nr.           | Nat.               | Naam            | W           |             | W          |            | W            |              | W          |            | Bijzonderheden                            |            |            |            |
| Doelmannen    | Doelmannen         | Doelmannen      | Doelmannen  | Doelmannen  | Doelmannen | Doelmannen | Doelmannen   | Doelmannen   | Doelmannen | Doelmannen | Doelmannen                                | Doelmannen | Doelmannen | Doelmannen |
| ------------- | ------------------ | --------------- | ----------- | ----------- | ---------- | ---------- | ------------ | ------------ | ---------- | ---------- | ----------------------------------------- | ---------- | ---------- | ---------- |
| 1             | Vlag van Schotland | Jamie MacDonald | 0           | 0           | 0          | 0          | 0            | 0            | 0          | 0          |                                           |            |            |            |
| 13            | Vlag van Schotland | Mark Ridgers    | 0           | 0           | 0          | 0          | 0            | 0            | 0          | 0          |                                           |            |            |            |
| 21            | Vlag van Schotland | Jack Hamilton   | 0           | 0           | 0          | 0          | 0            | 0            | 0          | 0          |                                           |            |            |            |
| 50            | Vlag van Schotland | Alan Combe      | 0           | 0           | 0          | 0          | 0            | 0            | 0          | 0          | Na de winterstop enkel nog keeperstrainer |            |            |            |
| Verdedigers   |                    |                 |             |             |            |            |              |              |            |            |                                           |            |            |            |
| 2             | Vlag van Schotland | Jamie Hamill    | 0           | 0           | 0          | 0          | 0            | 0            | 0          | 0          |                                           |            |            |            |
| 3             | Vlag van Schotland | Kevin McHattie  | 0           | 0           | 0          | 0          | 0            | 0            | 0          | 0          |                                           |            |            |            |
| 4             | Vlag van Schotland | Danny Wilson    | 0           | 0           | 0          | 0          | 0            | 0            | 0          | 0          |                                           |            |            |            |
| 5             | Vlag van Australië | Dylan McGowan   | 0           | 0           | 0          | 0          | 0            | 0            | 0          | 0          |                                           |            |            |            |
| 16            | Vlag van Schotland | Brad McKay      | 0           | 0           | 0          | 0          | 0            | 0            | 0          | 0          |                                           |            |            |            |
| 30            | Vlag van Schotland | Jordan McGhee   | 0           | 0           | 0          | 0          | 0            | 0            | 0          | 0          |                                           |            |            |            |
| Middenvelders |                    |                 |             |             |            |            |              |              |            |            |                                           |            |            |            |
| 7             | Vlag van Schotland | Ryan Stevenson  | 0           | 0           | 0          | 0          | 0            | 0            | 0          | 0          |                                           |            |            |            |
| 14            | Vlag van Schotland | Jamie Walker    | 0           | 0           | 0          | 0          | 0            | 0            | 0          | 0          |                                           |            |            |            |
| 15            | Vlag van Schotland | Jason Holt      | 0           | 0           | 0          | 0          | 0            | 0            | 0          | 0          |                                           |            |            |            |
| 20            | Vlag van Schotland | Callum Tapping  | 0           | 0           | 0          | 0          | 0            | 0            | 0          | 0          |                                           |            |            |            |
| 26            | Vlag van Schotland | Adam King       | 0           | 0           | 0          | 0          | 0            | 0            | 0          | 0          | Speelt inmiddels voor Swansea City AFC    |            |            |            |
| 28            | Vlag van Schotland | Sam Nicholson   | 0           | 0           | 0          | 0          | 0            | 0            | 0          | 0          |                                           |            |            |            |
| Aanvallers    |                    |                 |             |             |            |            |              |              |            |            |                                           |            |            |            |
| 8             | Vlag van Schotland | Scott Robinson  | 0           | 0           | 0          | 0          | 0            | 0            | 0          | 0          |                                           |            |            |            |
| 9             | Vlag van Engeland  | Paul McCallum   | 0           | 0           | 0          | 0          | 0            | 0            | 0          | 0          | Op huurbasis van West Ham United FC       |            |            |            |
| 12            | Vlag van Schotland | Callum Paterson | 0           | 0           | 0          | 0          | 0            | 0            | 0          | 0          |                                           |            |            |            |
| 17            | Vlag van Schotland | David Smith     | 0           | 0           | 0          | 0          | 0            | 0            | 0          | 0          |                                           |            |            |            |
| 18            | Vlag van Schotland | Dale Carrick    | 0           | 0           | 0          | 0          | 0            | 0            | 0          | 0          |                                           |            |            |            |
| 19            | Vlag van Schotland | Billy King      | 0           | 0           | 0          | 0          | 0            | 0            | 0          | 0          |                                           |            |            |            |
| 29            | Vlag van Schotland | Gary Oliver     | 0           | 0           | 0          | 0          | 0            | 0            | 0          | 0          |                                           |            |            |            |
| Nr.           | Nat.               | Naam            | W           |             | W          |            | W            |              | W          |            | Bijzonderheden                            |            |            |            |
| Nr.           | Nat.               | Naam            | Premiership | Premiership | League Cup | League Cup | Scottish Cup | Scottish Cup | Totaal     | Totaal     | Bijzonderheden                            |            |            |            |

## Transfers

### Zomer

#### Vertrokken
- Darren Barr (→  Kilmarnock FC)
- Danny Grainger; Naar  St. Mirren FC
- Mark Keegan
- Marcus McMillan; Naar  Airdrieonians FC
- Fraser Mullen; Naar  Hibernian FC
- Michael Ngoo; Was gehuurd van  Liverpool FC, komt nu op huurbasis uit voor  Yeovil Town FC
- Arvydas Novikovas; Naar  Erzgebirge Aue
- Denis Prychynenko; Naar  FC Sebastopol
- George Scott
- Gordon Smith; Naar  Raith Rovers FC
- John Sutton; Naar  Motherwell FC
- Mehdi Taouil; Naar  Sivasspor
- Andy Webster; Naar  Coventry City FC
- Marius Žaliūkas; Naar  Leeds United AFC

#### Aangetrokken
- Danny Wilson; werd al een half jaar gehuurd van  Liverpool FC

### Winter

#### Vertrokken
- Adam King; Naar  Swansea City AFC

#### Aangetrokken
- Paul McCallum; Van  West Ham United FC op huurbasis

## Scottish Premiership

### Wedstrijden
| №  | Datum      | Wedstrijd                             | Uitslag | Pos | Pnt. |
| -- | ---------- | ------------------------------------- | ------- | --- | ---- |
| 1  | 04.08.2013 | St. Johnstone – Heart of Midlothian   | 1–0     | 12  | −15  |
| 2  | 11.08.2013 | Heart of Midlothian – Hibernian       | 1–0     | 12  | −12  |
| 3  | 16.08.2013 | Partick Thistle – Heart of Midlothian | 1–1     | 12  | −11  |
| 4  | 24.08.2013 | Heart of Midlothian – Aberdeen        | 2–1     | 12  | −8   |
| 5  | 31.08.2013 | Inverness CT – Heart of Midlothian    | 2–0     | 12  | −8   |
| 6  | 14.09.2013 | Heart of Midlothian – Celtic          | 1–3     | 12  | −8   |
| 7  | 21.09.2013 | Ross County – Heart of Midlothian     | 2–1     | 12  | −8   |
| 8  | 28.09.2013 | Heart of Midlothian – Dundee United   | 0–0     | 12  | −7   |
| 9  | 05.10.2013 | Heart of Midlothian – St. Mirren      | 0–2     | 12  | −7   |
| 10 | 19.10.2013 | Motherwell – Heart of Midlothian      | 2–1     | 12  | −7   |
| 11 | 26.10.2013 | Kilmarnock – Heart of Midlothian      | 2–0     | 12  | −7   |
| 12 | 02.11.2013 | Heart of Midlothian – St. Johnstone   | 0–2     | 12  | −7   |
| 13 | 09.11.2013 | Aberdeen – Heart of Midlothian        | 1–3     | 12  | −4   |
| 14 | 23.11.2013 | Heart of Midlothian – Ross County     | 2–2     | 12  | −3   |
| 15 | 07.12.2013 | Dundee United – Heart of Midlothian   | 4–1     | 12  | −3   |
| 16 | 14.12.2013 | Heart of Midlothian – Inverness CT    | 0–2     | 12  | −3   |
| 17 | 21.12.2013 | Celtic – Heart of Midlothian          | 2–0     | 12  | −3   |
| 18 | 26.12.2013 | Heart of Midlothian – Kilmarnock      | 0–4     | 12  | −3   |
| 19 | 29.12.2013 | St. Mirren – Heart of Midlothian      | 1–1     | 12  | −2   |
| 20 | 02.01.2014 | Hibernian – Heart of Midlothian       | 2–1     | 12  | −2   |
| 21 | 05.01.2014 | Heart of Midlothian – Partick Thistle | 0–2     | 12  | −2   |
| 22 | 11.01.2014 | Heart of Midlothian – Motherwell      | 0–1     | 12  | −2   |
| 23 | 18.01.2014 | St. Johnstone – Heart of Midlothian   | 3–3     | 12  | −1   |
| 24 | 25.01.2014 | Ross County – Heart of Midlothian     | 1–2     | 12  | 2    |
| 25 | 29.01.2014 | Heart of Midlothian – St. Mirren      | 2–1     | 12  | 5    |
| 26 | 15.02.2014 | Inverness CT – Heart of Midlothian    | 0–0     | 12  | 6    |
| 27 | 22.02.2014 | Heart of Midlothian – Celtic          | 0–2     | 12  | 6    |
| 28 | 01.03.2014 | Motherwell – Heart of Midlothian      | 4–1     | 12  | 6    |
| 29 | 08.03.2014 | Kilmarnock – Heart of Midlothian      | 4–2     | 12  | 6    |
| 30 | 21.03.2014 | Heart of Midlothian – Dundee United   | 1–2     | 12  | 6    |
| 31 | 30.03.2014 | Heart of Midlothian – Hibernian       | 2–0     | 12  | 9    |
| 32 | 02.04.2014 | Heart of Midlothian – Aberdeen        | 1–1     | 12  | 10   |
| 33 | 05.04.2014 | Partick Thistle – Heart of Midlothian | 2–4     | 12  | 13   |
| 34 | 19.04.2014 | Heart of Midlothian – Ross County     | 2–0     | 12  | 16   |
| 35 | 27.04.2014 | Hibernian – Heart of Midlothian       | 1–2     | 12  | 19   |
| 36 | 04.05.2014 | Heart of Midlothian – Kilmarnock      | 5–0     | 12  | 22   |
| 37 | 07.05.2014 | Heart of Midlothian – Partick Thistle | 2–4     | 12  | 22   |
| 38 | 10.05.2014 | St. Mirren – Heart of Midlothian      | 1–1     | 12  | 23   |

### Eindstand
| №  | Club                         | WG | W  | G  | V  | DV  | DT | +/– | Punten |
| -- | ---------------------------- | -- | -- | -- | -- | --- | -- | --- | ------ |
|    | Celtic                       | 38 | 31 | 6  | 1  | 102 | 25 | +77 | 99     |
| 2  | Motherwell                   | 38 | 22 | 4  | 12 | 64  | 60 | +4  | 70     |
| 3  | Aberdeen                     | 38 | 20 | 8  | 10 | 53  | 38 | +15 | 68     |
| 4  | Dundee United                | 38 | 16 | 10 | 12 | 65  | 50 | +15 | 58     |
| 5  | Inverness Caledonian Thistle | 38 | 16 | 9  | 13 | 44  | 44 | 0   | 57     |
| 6  | St. Johnstone                | 38 | 15 | 8  | 15 | 48  | 42 | +6  | 53     |
| 7  | Ross County                  | 38 | 11 | 7  | 20 | 44  | 62 | –18 | 40     |
| 8  | St. Mirren                   | 38 | 10 | 9  | 19 | 39  | 58 | –19 | 39     |
| 9  | Kilmarnock                   | 38 | 11 | 6  | 21 | 45  | 66 | –21 | 39     |
| 10 | Partick Thistle              | 38 | 8  | 14 | 16 | 46  | 65 | –19 | 38     |
| 11 | Hibernian                    | 38 | 8  | 11 | 19 | 31  | 51 | –20 | 31     |
| 12 | Heart of Midlothian          | 38 | 10 | 8  | 20 | 45  | 65 | –20 | 23     |

### Toeschouwers
| №      | Club                | Totaal    | Gem.   | Duels | +/–    | Record |
| ------ | ------------------- | --------- | ------ | ----- | ------ | ------ |
| 1      | Celtic              | 89.4506   | 47.079 | 19    | +0,3%  | 52.670 |
| 2      | Heart of Midlothian | 26.8338   | 14.123 | 19    | +7,3%  | 16.873 |
| 3      | Aberdeen            | 232.525   | 12.918 | 18    | +34,4% | 20.017 |
| 4      | Hibernian           | 220.542   | 11.027 | 20    | +5,1%  | 20.106 |
| 5      | Dundee United       | 144.389   | 7.599  | 19    | +0,7%  | 12.601 |
| 6      | Motherwell          | 98.322    | 5.175  | 19    | –3,5%  | 9.117  |
| 7      | Partick Thistle     | 95.017    | 5.001  | 19    | +38,4% | 7.978  |
| 8      | St. Mirren          | 81.327    | 4.511  | 18    | +2,8%  | 6.311  |
| 9      | Kilmarnock          | 80.749    | 4.250  | 19    | –8,5%  | 7.495  |
| 10     | St. Johnstone       | 72.323    | 3.806  | 19    | +2,5%  | 7.231  |
| 11     | Ross County         | 71.950    | 3.787  | 19    | –14,5% | 5.982  |
| 12     | Inverness CT        | 67.597    | 3.558  | 19    | –11,9% | 6.384  |
| Totaal | Totaal              | 2.270.616 | 10.228 | 222   | +2,1%  | 52.670 |

## Scottish FA Cup

### Wedstrijden
| Ronde        | Datum      | Wedstrijd                    | Uitslag |
| ------------ | ---------- | ---------------------------- | ------- |
| Vierde ronde | 01.12.2013 | Heart of Midlothian – Celtic | 0–7     |

## Scottish League Cup

### Wedstrijden
| Ronde        | Datum      | Wedstrijd                                | Uitslag |
| ------------ | ---------- | ---------------------------------------- | ------- |
| Tweede ronde | 27.08.2013 | Raith Rovers – Heart of Midlothian       | 1–1     |
| Derde ronde  | 25.09.2013 | Heart of Midlothian – Queen of the South | 3–3     |
| Kwartfinale  | 30.10.2013 | Hibernian – Heart of Midlothian          | 0–1     |
| Halve finale | 02.02.2014 | Inverness CT – Heart of Midlothian       | 2–2     |

2011/12 · 2012/13 · 2013/14 · 2014/15 · 2015/16 · 2016/17 · 2017/18